# Biarrotte
 Biarrotte  es una población y comuna francesa, situada en la región de Aquitania, departamento de Landas, en el distrito de Dax y cantón de Saint-Martin-de-Seignanx.

## Demografía
| 161 | 163 | 179 | 211 | 206 | 226 |
| Para los censos de 1962 a 1999 la población legal corresponde a la población sin duplicidades (Fuente: INSEE [Consultar]) |     |     |     |     |     |